# Kalaketol
Kalaketol is een bestuurslaag in het regentschap Aceh Tengah van de provincie Atjeh, Indonesië. Kalaketol telt 248 inwoners (volkstelling 2010).